# Symphonie no 7 de Mozart
Pour les articles homonymes, voir Symphonie no 7 et K45.
La Symphonie no 7 en ré majeur, KV 45, a été terminée par Wolfgang Amadeus Mozart en janvier 1768 après le retour de la famille qui s'était rendue à Olomouc et Brno en Moravie.

## Historique
La symphonie a probablement été créée lors d'un concert privé. L'autographe de la partition est aujourd'hui conservé à la Staatsbibliothek Preusischer Kulturbesitz à Berlin. La symphonie a été retravaillée pour devenir l'ouverture de l'opéra de Mozart, La finta semplice KV 51, composé et créé un peu plus tard la même année, et l'ouverture a été elle-même adaptée par la suite pour créer une nouvelle symphonie, connue dans le catalogue Köchel de 1964 (K6) sous le numéro KV 46a.
Selon le musicologue Neal Zaslaw, la première fois que la version KV 45 a été donnée en concert a été chez le Prince Dmitri Mikhaïlovitch Golitsyne, l'ambassadeur de Russie, dans sa résidence à Vienne à la fin du mois de mars 1768. La version KV 46b a été jouée lors de la création de La finta semplice, à Salzbourg le 1er mai 1769.

## Instrumentation
| Instrumentation de la symphonie no 7 (version originale K. 45)                 |
| Cordes                                                                         |
| premiers violons, seconds violons, altos, violoncelles, contrebasses, continuo |
| Bois                                                                           |
| 2 hautbois, 1 basson                                                           |
| Cuivres                                                                        |
| 2 cors en ré, 2 trompettes en ré, timbales (en ré et la)                       |
| Percussion                                                                     |
| timbales en ré et la                                                           |

Pour la version ouverture (KV 46a), les trompettes sont remplacées par des flûtes ; un basson est ajouté et les timbales sont supprimées,.

## Structure
La symphonie comprend 4 mouvements :
1. Molto allegro, en ré majeur, à , 92 mesures - partition
2. Andante, en sol majeur, à , 24 mesures, cordes seules, 2 sections répétées 2 fois (1 à 8 et 9 à 24) - partition
3. Menuet et trio, en ré majeur, à 
, 30 mesures (menuet) et 20 mesures (trio) (ce mouvement ne figure pas dans la version "ouverture"[3]) - partition
4. Molto allegro, en ré majeur, à 
, 106 mesures - partition

Durée : environ 12 min 30 s
Introduction du Molto allegro :
La lecture audio n'est pas prise en charge dans votre navigateur. Vous pouvez télécharger le fichier audio.
Introduction de l'Andante :
La lecture audio n'est pas prise en charge dans votre navigateur. Vous pouvez télécharger le fichier audio.
Introduction du Menuet :
La lecture audio n'est pas prise en charge dans votre navigateur. Vous pouvez télécharger le fichier audio.
Introduction du Molto allegro :
La lecture audio n'est pas prise en charge dans votre navigateur. Vous pouvez télécharger le fichier audio.